# Tombstone Blues
Pistes de Highway 61 Revisited
Like a Rolling Stone It Takes a Lot to Laugh, It Takes a Train to Cry
Tombstone Blues est une chanson de Bob Dylan parue en 1965 sur l'album Highway 61 Revisited.
Influencé par le blues mais ici dans une rythmique proche du garage rock, les paroles du poème sont caractéristiques du style surréalisant de Dylan de cette période, avec un vers comme « the sun's not yellow, it's chicken » (le soleil n'est pas jaune, c'est du poulet). L'ensemble comprend six tableaux qui empruntent à des figures politiques et bibliques, entrecoupé du refrain :
Mama's in the fact'ry
She ain't got no shoes
Daddy's in the alley
He's lookin' for food
I'm in the kitchen
With the tombstone blues

## Reprises
- Anastasia Screamed (en) sur l'album Outlaw Blues (1992)
- Tim O'Brien (en) sur l'album Red on Blonde (1996)
- Sheryl Crow sur l'album Sheryl Crow and Friends: Live from Central Park (1999)
- Richie Havens sur la bande originale du film I'm Not There (2007)